# San Pedro Madera
San Pedro Madera är en ort i Mexiko.   Den ligger i kommunen Madera och delstaten Chihuahua, i den nordvästra delen av landet, 1 400 km nordväst om huvudstaden Mexico City. San Pedro Madera ligger 2 132 meter över havet och antalet invånare är 16 087.
Terrängen runt San Pedro Madera är kuperad västerut, men österut är den platt. Runt San Pedro Madera är det mycket glesbefolkat, med 4 invånare per kvadratkilometer. San Pedro Madera är det största samhället i trakten. Trakten runt San Pedro Madera består till största delen av jordbruksmark.